# Gefriertrocknung
Die Gefriertrocknung, auch als Lyophilisierung, Lyophilisation oder Sublimationstrocknung bezeichnet, ist ein Verfahren zur schonenden Trocknung  von Produkten. Die Gefriertrocknung beruht auf dem physikalischen Prozess der Sublimation: Dabei sublimieren die Eiskristalle ohne zwischenzeitliches Auftreten einer flüssigen Phase direkt in den gasförmigen Zustand. Das Endprodukt der Gefriertrocknung wird als Lyophilisat bezeichnet.
Die Gefriertrocknung kommt besonders bei thermisch empfindlichen Produkten zur Anwendung.

Verschiedene Trocknungsverfahren dargestellt am Phasendiagramm eines Stoffes ohne Dichteanomalie.

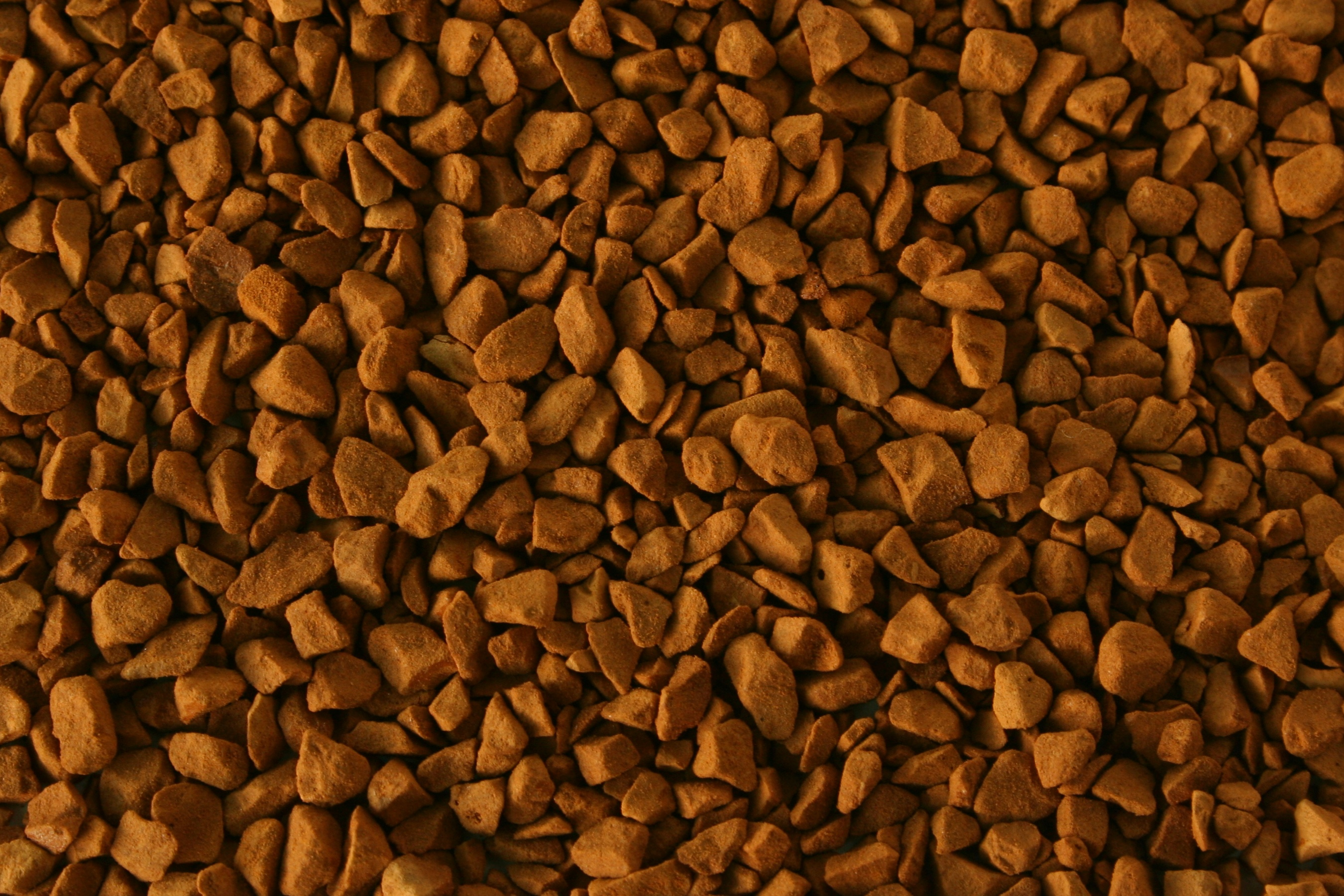
Gefriergetrockneter Kaffee

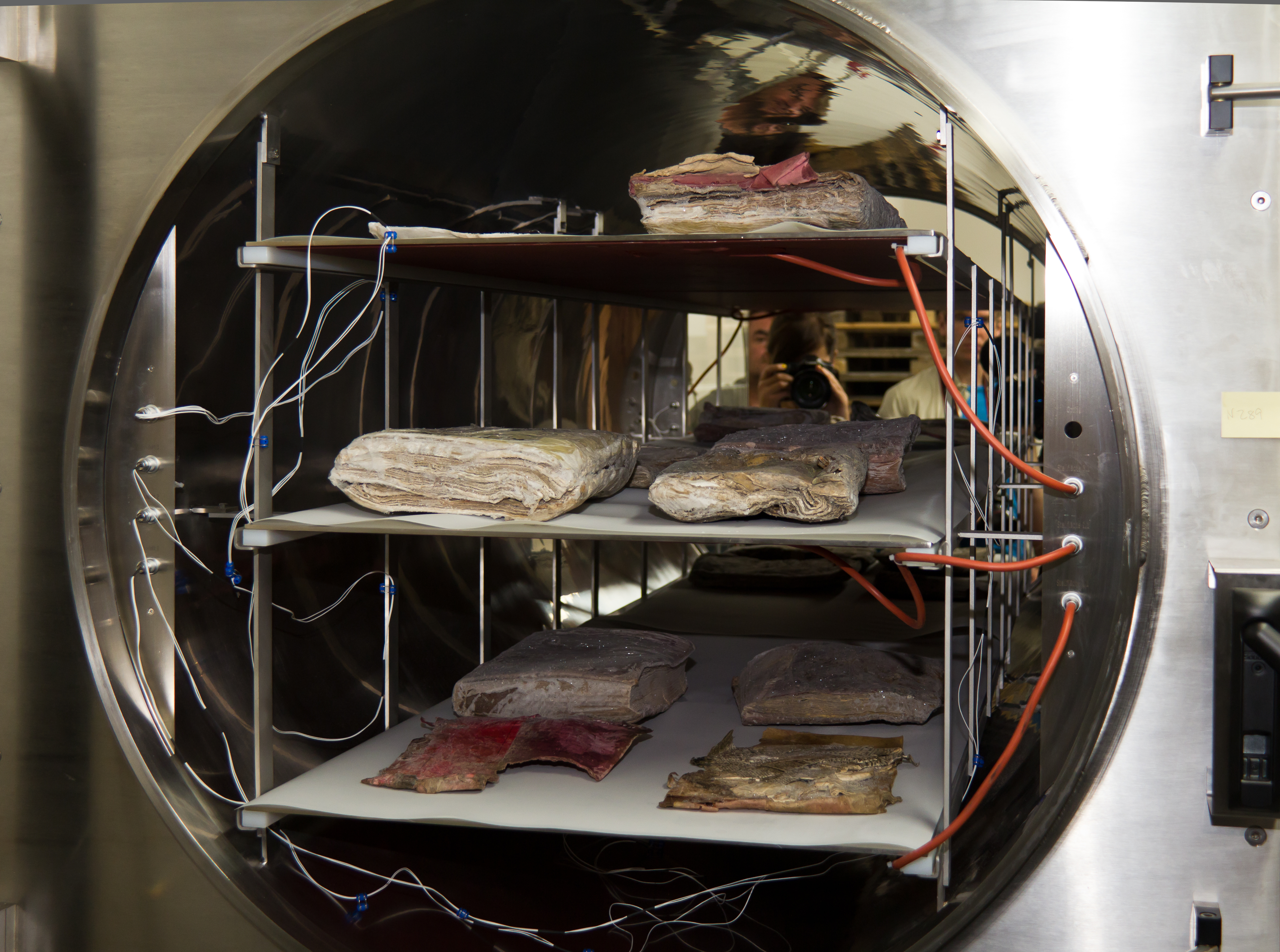
Schockgefrorenes Archivgut in der Gefriertrocknungsanlage des Historischen Archivs der Stadt Köln im Restaurierungs- und Digitalisierungszentrum

## Verfahren
Das Prinzip der Gefriertrocknung basiert auf dem Übergang von Molekülen von einer festen Phase in die Gasphase, unterhalb ihrer jeweiligen Gefrierpunkte bei sehr niedrigen Drücken (eine Sublimation). Eine Gefriertrocknungsanlage besteht aus zwei Kammern, die miteinander verbunden und durch ein Ventil verschließbar sind. Das zu trocknende Produkt steht auf einer beheiz- und kühlbaren Stellfläche (genannt Horde) und wird zuerst bei Normaldruck tiefgefroren. In die zweite Kammer ist eine als Kondensator dienende Rohrschlange eingebaut, die von einer kalten Flüssigkeit (meistens einer Sole oder einem Kältemittel) durchströmt wird.
Im nächsten Schritt der Primärtrocknung wird das im Gut enthaltene Wasser bei Temperaturen unter dem Gefrierpunkt sublimiert. Das beruht auf dem Prinzip, dass Wasser auch im gefrorenen Zustand einen ausreichend hohen Dampfdruck hat, um direkt vom gefrorenen in den gasförmigen Aggregatzustand überzugehen. Dazu wird in der Kammer Vakuum erzeugt.
Bei der Sublimation wird Energie aufgenommen. Weil thermische Energie aus der Umgebungstemperatur bezogen wird, würde sich die Temperatur in der Trocknungskammer im Laufe des Prozesses senken. Um die Temperatur konstant zu halten, wird der Kammer daher nur soviel Wärme zugefügt, wie vom Wasser als Sublimationsenergie aufgenommen wird. Im Verlauf des Trocknungsprozesses besteht die Atmosphäre, aufgrund der vorherigen Entfernung der Gase durch das Vakuum in den Kammern, fast ausschließlich aus Wasserdampf, der sich als Eis auf den kalten Rohrschlangen des Kondensators niederschlägt. Dadurch wird der Partialdruck des Wassers in der Kammer weiter gesenkt und eine Trocknung des Produkts weiter begünstigt.
Bei der Primärtrocknung wird zunächst das locker gebundene Haft- und Kapillarwasser des zu trocknenden Produkts entfernt. Die lockere Bindung hat nur eine geringe Enthalpie, sodass der Unterschied in den Wasser-Partialdrücken zwischen Produkt und Kammer ausreicht, um die Bindung zu überwinden.
Im weiteren Prozess folgt die Sekundärtrocknung, bei der durch weiteres Erwärmen stärker gebundenes Wasser aus dem Produkt entfernt wird. Dabei handelt es sich  meist um die Hydrathüllen der im Produkt enthaltenen Stoffe. Bei ihnen ist die Bindungsenthalpie zu hoch, um allein durch den Partialdruckunterschied überwunden zu werden, sodass ein zusätzlicher Energieeintrag durch die Erwärmung des Produkts notwendig wird.
Die Endtemperatur sowie die Beaufschlagung mit Unter- oder Überdruck richtet sich nach der Art der chemischen oder physikalischen Bindung der verbleibenden Wassermoleküle sowie der Adsorptionsisotherme des Materials und kann auch bei über 0 °C liegen.
Nach erfolgter Trocknung liegt der Wassergehalt typischerweise bei 1–4 %.
Vor dem Versiegeln des getrockneten Materials wird das Vakuum häufig durch Stickstoff oder andere inerte Gase ersetzt.
Für die Kühlung wird entweder ein Kälteträger (beispielsweise Silikonöl) eingesetzt, oder es erfolgt die direkte Beaufschlagung mit einem Kältemittel (typisch: Stickstoff oder Kohlenstoffdioxid). Die Temperaturen des Kondensators liegen typischerweise bei −60 bis −80 °C. In großindustriellen Anlagen werden oft Absorptionskältemaschinen mit dem Kältemittel Ammoniak verwendet. Der Kondensator kann anschließend durch Wasserdampf abgetaut werden, nachdem die Verbindungsklappe geschlossen wurde. Die Prozessführung kann als Batchverfahren (chargenweise Trocknung), aber auch kontinuierlich oder semi-kontinuierlich erfolgen.

### Hilfsstoffe
Bei der Gefriertrocknung können je nach Einsatzzweck einige Hilfsstoffe eingesetzt werden, die die Produktqualität verbessern:
- Kryoprotektoren: Bei der Gefriertrocknung von Proteinen aus einer wässrigen Lösung kann es zu einer Konformationsänderung des Proteins kommen. Wenn die Hydrathülle des Proteins abgetrocknet wird, gehen die funktionellen Gruppen des Proteins Wechselwirkungen mit anderen Stoffen anstatt der Wassermoleküle ein. Diese alternativen Bindungsmuster können das Protein schädigen. Durch den Zusatz von max. 1 % (w/w) Polyethylenglycol (PEG) in die zu trocknende Lösung kann dies wirksam verhindert werden: Das PEG lagert sich nach dem Mechanismus der präferentiellen Hydratisierung mit seinen Hydroxy-Gruppen an den Proteinen an und ersetzt so schon in der Lösung die Hydrathülle, wobei die native Konformation erhalten bleibt. Beim Trocknungsvorgang bleibt das PEG am Protein gebunden und schützt es vor schädlichen Wechselwirkungen mit Fremdmolekülen.[1]
- Gerüstbildner: Gerüstbildner erzeugen eine lockere und poröse Struktur im getrockneten Endprodukt (Kuchen). Sie verhindern ein Zusammenfallen oder gar Zusammenbacken des Kuchens nach der Gefriertrocknung und bei der anschließenden Lagerung. Das verbessert einerseits die Stabilität des Produkts, da Wechselwirkungen unter den Molekülen verhindert werden können. Andererseits verbessern Gerüstbildner die Löslichkeit des Produkts, da die poröse Struktur das Eindringen von Lösungsmittel vereinfacht. Als Gerüstbildner können porös auskristallisierende Zuckeralkohole verwendet werden, z. B. Mannitol oder Sorbitol. Wenn Polyethylenglycol (PEG) schon als Kryoprotektor eingesetzt wird, ist meist kein zusätzlicher Gerüstbildner notwendig.

## Anwendungen

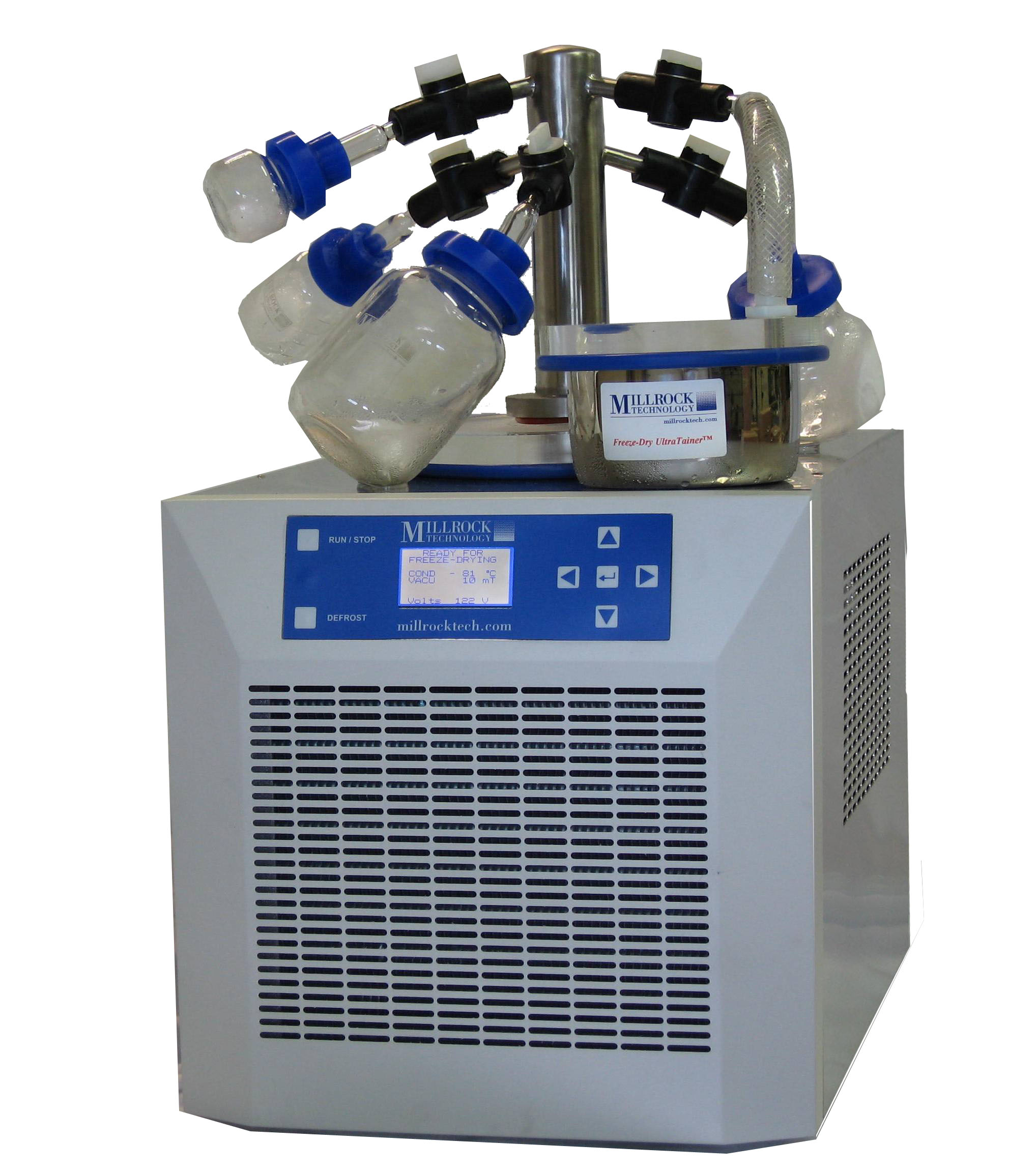
Gefriertrocknungsanlage für den Laborbetrieb

Ein bekanntes Beispiel aus der Lebensmittelbranche ist die Gefriertrocknung von Kaffee zu löslichem Kaffee-Granulat (Instantkaffee) und von anderen Instantpulver-Getränken. Auch Früchte für Müsli-Flocken werden gefriergetrocknet und behalten so ihre Farbe und ihren Geschmack. Des Weiteren wird das Verfahren der Gefriertrocknung bei Kräutern und Gewürzen angewandt, um sie länger haltbar zu machen, wobei die ätherischen Öle als Geschmacksträger erhalten bleiben. In der Tierfutterindustrie wird Gefriertrocknung für Fisch- und Reptilienfutter angewendet, zum Beispiel Shrimps.
Ein weiterer Einsatzbereich ist die Trocknung von pharmazeutischen Produkten; die Pharmaindustrie verwendet dieses Verfahren, um Arzneistoffe zu trocknen, die in Wasser gelöst nicht lange haltbar wären. Vor der Einnahme werden die Medikamente wieder in Wasser aufgelöst (zum Beispiel Antibiotika und neuere biotechnologisch hergestellte Arzneistoffe). Vorteilhaft sind vor allem bei Parenteralia die schnellen Lösungseigenschaften der gefriergetrockneten Substanzen, die durch die amorphe Struktur und die damit zusammenhängende leichte Benetzbarkeit und die hohe spezifische Oberfläche der gefriergetrockneten Produkte zustande kommen. Auch Impfstoffe werden zur besseren Haltbarkeit häufig gefriergetrocknet (Trockenvakzine).
Anwendung findet die Gefriertrocknung auch in der Archäologie (zum Beispiel bei feuchtem Holz (Nassholzkonservierung) oder Leder), für gefriergetrocknete Blumen, bei Tierpräparatoren, in Bibliotheken und bei Restauratoren (wassergeschädigte Dokumente). Das Verfahren der Gefriertrocknung lässt sich bei allen sortenreinen Papieren anwenden. Dies funktioniert auch dann, wenn das Papier zu Büchern gebunden ist oder in Form eines Dokumentes vorliegt.
Die Gefriertrocknung findet ebenso Einsatz in der Lebensmittelanalytik. So wird zum Beispiel Obst oder ähnlichen Lebensmitteln, die einen hohen Wassergehalt haben (Melonen), vor der Analyse das Wasser entzogen.
Eine verbreitete Anwendung in der Keramikherstellung ist die Trocknung keramischer Pulver, z. B. nach einer Mahlung in Wasser.
Die Gefriertrocknung kann auch als eine, in Deutschland nicht zulässige, Form der Bestattung vorgenommen werden (Promession).
Eine weitere Anwendung besteht in der Raumfahrt. In fast allen bisherigen Raumstationen sowie für den längeren Aufenthalt gedachten Raumfahrzeugen fand bzw. findet die Gefriertrocknung Anwendung bei der Nahrungsmittelbereitstellung. Die gefriergetrocknete Nahrung wird in eingeschweißten Portionen mitgeführt oder angeliefert. Durch Zugabe von kaltem (z. B. für Getränke) oder warmem Wasser (z. B. für Mahlzeiten) wird die Nahrung rehydratisiert und kann verzehrt werden. Warme Mahlzeiten werden zuvor meist noch im Ofen weiter erwärmt.
Nachteile der Gefriertrocknung sind allerdings der enorme Energieaufwand und die teuren, aufwendigen Apparaturen. Deshalb ist dieses Verfahren nur bei sehr hochwertigen oder nicht anders konservierbaren Produkten überhaupt lohnend.
Für Lösungen, Emulsionen und Suspensionen kann die Sprühtrocknung als alternative und kostengünstigere Methode eingesetzt werden.

## Vorteile
- die ursprüngliche Struktur des Trocknungsgutes bleibt erhalten z. B. bei Pflanzen, Papier etc.
- schonende Trocknung durch geringere Trocknungstemperaturen
- keine Ausblutung von Druckfarben
- Aromastoffe bleiben besser erhalten als bei herkömmlichen Trocknungsverfahren
- sehr empfindliche Papiere können mit diesem Verfahren getrocknet werden
- bessere Qualität vor allem bei Lebensmitteln
- durch die poröse Struktur des Produktes sehr schnelle Auflösung bei gefriergetrockneten Lösungen
- gutes Quellvermögen
- vitaminschonend

## Nachteile
- hoher Energieeintrag nötig[2]
- hohe Anschaffungskosten für die benötigten Anlagen
- großer Zeitaufwand im Gegensatz zu anderen Trocknungsarten
- bei Papier können an den einzelnen Papierfasern ungleichmäßige Spannungen auftreten, was ein Wellen beziehungsweise Verziehen der Bücher zur Folge haben kann – bei starken Bucheinbänden oder dicken Kartonagen ist dieser Effekt besonders ausgeprägt
- durch die große Oberfläche des Trocknungsproduktes steigt dessen Oxidationsanfälligkeit

## Weiterführende Literatur
- Stephan Alexander Maier: Entwicklung eines Mini-Gefriertrockners. Dissertation, Universität Bonn, 2003